# Śmierć na etapie
Śmierć na etapie – obraz olejny autorstwa Jacka Malczewskiego, namalowany w roku 1891. Dzieło jest własnością Muzeum Narodowego w Poznaniu. Przedstawia grupę zesłańców na etapie.